# Ophiophyllum borbonica
Ophiophyllum borbonica is een slangster uit de familie Ophiuridae.
De wetenschappelijke naam van de soort werd in 1984 gepubliceerd door C. Vadon & Alain Guille.